# Wikisigns
Wikisigns es un diccionario plurilingüe de lenguas de señas del mundo. El contenido de los diccionarios es creado y compartido por voluntarios.
Wikisigns utiliza Drupal como gestor de contenidos.
Los objetivos de wikisigns son:
1. Documentar las lenguas de señas del mundo.
2. Ofrecer a las personas sordas diccionarios rápidos, sencillos y gratuitos que les permitan ver la seña correspondiente a una palabra escrita
3. Permitir a las personas sordas compartir señas de nueva creación.

La plataforma cuenta con diccionarios de las lenguas de signos de México, España, Grecia, Guatemala, Madagascar y Bengala Occidental (India).

## Premios y reconocimientos
El sitio web ha obtenido varios galardones y menciones. Algunas muestras son las siguientes:
- Premio Cátedra Telefónica 2014[5]
- Participante en el Foro de Innovación Social y Ética Global 2014 en Ginebra, Suiza.[6]